# 七沢みあ
七沢 みあ（ななさわ みあ、1998年〈平成10年〉12月13日 - ）は、日本のAV女優。東京都出身。カプセルエージェンシー所属。愛称は「みゃーちゃん」。

## 経歴
2017年11月25日、MOODYZから「新人!現役女子大生18歳AVデビュー!!」で専属デビュー。デビュー当時のキャッチコピーは、「全AVファンの妹分」。
2019年3月1日、FANZAアダルトアワード2019最優秀女優賞にノミネート。
2020年7月度のFANZA動画フロアAV月間AV女優ランキング1位。2020年12月、「FLASH 2020年現役最強セクシー女優BEST100」読者投票・総合第38位、清楚部門第2位選出。
2021年8月発表「読者300人が選んだFLASH 2021セクシー女優ランキング」読者投票8位。2022年5月に発表されたアサヒ芸能「2022現役AV女優SEXY総選挙」で第32位。
2022年3月、東京サマーランド「SUMMERLAND IDOL CARNIVAL」よりグラビアアイドルの出るプール撮影会に参加。以降、後述のように水着アパレルなどのモデルも務めており、女性人気も獲得している。

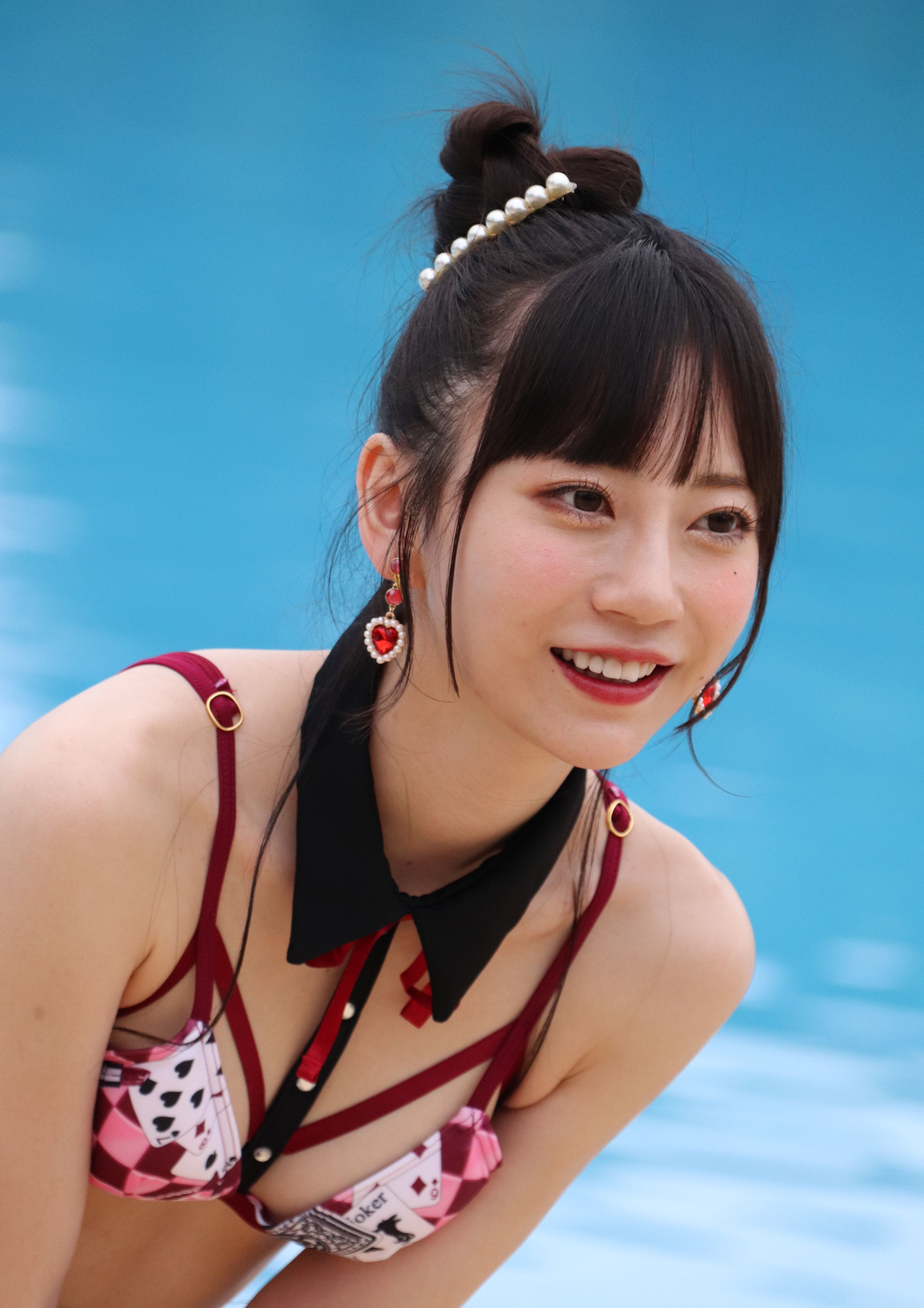
近代麻雀水着祭（2022年撮影）

2023年5月に発表されたアサヒ芸能「2023現役AV女優SEXY総選挙」第21位。
同年8月16日、ヒューリックホール東京にて開催された「三上悠亜生誕＆引退イベント」に友人として駆け付け登壇した。
同年4月1日週FANZA通販フロアランキングにて、イメージビデオ『QUEENDOM 七沢みあ』（FAIR＆WAY）が初登場1位にランクイン。
2024年4月8日週FANZA動画フロアランキングにて、2023年12月発売の『メスガキ妹を3日間…俺（兄）専用メイドにして理解らせる。 七沢みあ』が急上昇し、7位にランクイン。
2024年4月発売『アサヒ芸能』発表「2024現役AV女優セクシー総選挙」において総合13位となる。FANZA通販フロア2024年4月度月間AV女優ランキング7位ランクイン。
2024年7月8日週FANZA動画フロアランキングにて、同年3月発売の『「マ〇コ見せたら許してやるよ」 怯える万引き少女を脅してネチネチ性器イジくる変質コンビニ店長が分からせ粘着レ×プ あの日から性処理バイト便女となった私… 七沢みあ』がランクアップを遂げ10位を記録。
2024年8月19日週FANZA動画フロアランキングにて、2023年12月発売『メスガキ妹を3日間…俺（兄）専用メイドにして理解らせる。 七沢みあ』が5位に上昇した。
同年9月2日週FANZA動画フロアランキングにて、前年4月発売の『有名ヤリマンギャルに成長した幼馴染と地元で遭遇して3日3晩で12発もぶっこ抜かれた思い出 七沢みあ』が3位急浮上。同年12月24日、光文社『FLASH』が独自集計した「FLASHセクシー女優ランキング2024」12位。
モデルとしても2024年11月『カメラマン リターンズ#12』（モーターマガジン社）にて上野勇撮影「ナナカケル」のモデルを務めた。

## 人物
趣味は食べ歩き、料理。大学在学時には「食べ歩きサークル」に所属していた。特技は将棋。小学生の頃、E-girlsに憧れてダンスを習っていた。
身長145cmのため小柄だとよく言われるが、全然イヤな気持ちはせず、むしろ嬉しいとのこと。
初体験は高校1年生の時。性感帯は脚。AV女優になったきっかけは、目立ちたがりであること、可愛いAV女優が好きで、AVやSNSを見ていた中で、特に愛須心亜に憧れていたことから。
ゲームは好きだが下手というインドア派。小学生の頃から、『家庭教師ヒットマンREBORN!』のファンで、登場人物の「雲雀恭弥」が好き。17歳のころにはゲームやアニメのコスプレイヤーとして活動。人に見てほしい快感はこの当時からあった。近年では仕事上の兼ね合いから一般イベントへの参加は限られるが、2019年の夏コミケに参加したほか、宅コスプレイヤーとして度々SNSにコスプレ姿を披露している。2020年7月には『劇場版銀魂完結編』の神楽の姿が話題となった。前述のように小柄だが、小顔とスタイルの良さからモデルとしての人気も高く、2021年以降は水着ブランドや衣装ブランドのランウェイモデルも務めている。

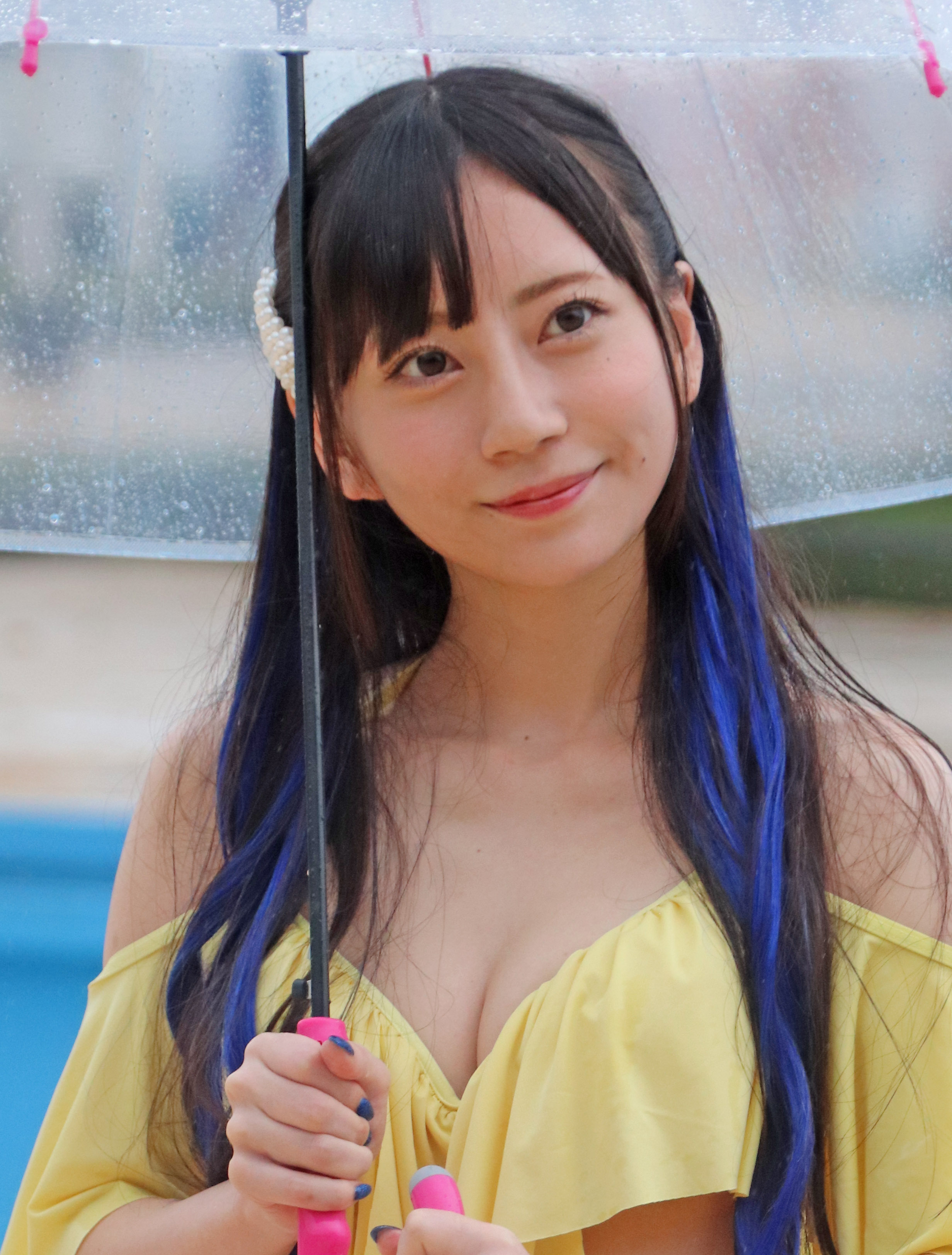
エクステを付けたギャルスタイル（2022年撮影）

容姿はもとよりハキハキ系の性格ゆえ高校時代からモテ人生を歩む。しかし学校で声を掛けられるたびに周囲の女性の目線が怖かったという。もともとの素養はギャルでAVユーザーの受けがよくないというところから、黒髪清楚系で売り出された（舌ピアスの跡などは残っている）。痴女系作品が増えたことから、2023年4月発売のギャル作品は自身で希望して叶った作品。安っぽくしたくないということから、エクステなどのアイディアを出し、自腹を切って役作りを行った。
猫が大好きで自宅で飼育しているだけでなくサインの意匠に入れている他、芸名と愛称は猫の鳴き声から取っている。
キャリアが長いが他の女優との共演経験は2025年上半期時点ではない。NGにしている訳ではないが本人は初めての共演相手は慎重に選びたいとしている。
中華圏での表記は「七澤米亞」。「可愛制霸」の異名で知られている。

## 作品

### アダルトDVD / BD
| 発売日   | タイトル | 規格品番 | 規格品番  | メーカー | 監督           | 備考             |
| 発売日   | タイトル | DVD      | BD        | メーカー | 監督           | 備考             |
| 2017年   | 2017年 | 2017年   | 2017年    | 2017年   | 2017年         | 2017年           |
| -------- | --- | -------- | --------- | -------- | -------------- | ---------------- |
| 11月25日 | 新人! 現役女子大生18歳AVデビュー!! | MIDE-488 |           | MOODYZ   | キョウセイ     | デビュー作       |
| 12月25日 | はじめてイッちゃった! 〜女の子の初絶頂ドキュメント〜 | MIDE-498 |           | MOODYZ   | キョウセイ     |                  |
| 2018年   | |          |           |          |                |                  |
| 2月1日   | いつでもどこでも即ハメメイド | MIDE-508 |           | MOODYZ   | ピエロ田       |                  |
| 3月1日   | どきどき初体験 美少女ご奉仕ソープランド | MIDE-519 |           | MOODYZ   | うさぴょん。   |                  |
| 4月1日   | 初めての赤面快感おもらし | MIDE-530 |           | MOODYZ   | うさぴょん。   |                  |
| 4月13日  | にやにやパンチラで全力誘惑してくるうちの妹 | MIDE-539 |           | MOODYZ   | 五右衛門       |                  |
| 5月13日  | 早漏イクイク敏感4SEX | MIDE-548 |           | MOODYZ   | 金田一小五郎   |                  |
| 6月13日  | 超高級小悪魔メンズエステサロン | MIDE-557 |           | MOODYZ   | 大崎広浩治     |                  |
| 7月13日  | 桃尻コス×バックでいっぱいイっちゃった! | MIDE-564 |           | MOODYZ   | X              |                  |
| 8月13日  | 痴漢に溺れて… ―通学中に襲われた敏感体質の制服美少女― | MIDE-570 |           | MOODYZ   | ピエロ田       |                  |
| 9月13日  | ビクビク痙攣が止まらない 性感開発オイルマッサージ | MIDE-578 |           | MOODYZ   | 五右衛門       |                  |
| 10月13日 | 風俗レジデンス | MIDE-587 |           | MOODYZ   | ザック荒井     |                  |
| 11月13日 | おチ○ポ挑発練習中!! 誘惑新任女教師 | MIDE-596 |           | MOODYZ   | -              |                  |
| 12月13日 | 生意気な幼なじみの後輩と5日間のツンデレ同棲生活 | MIDE-605 |           | MOODYZ   | 大崎広浩治     |                  |
| 2019年   | |          |           |          |                |                  |
| 1月13日  | 1日10回射精しても止まらないオーガズムSEXスペシャル | MIDE-614 |           | MOODYZ   | TAKE-D         |                  |
| 2月13日  | うれし! はずかし! 筆下ろしドキュメント!! 童貞クンを可憐凄テクで連射パニック | MIDE-623 |           | MOODYZ   | ドラゴン西川   |                  |
| 3月1日   | ぜ～んぶ七沢みあ 12作品1年分のみゃーちゃんギュッとイイとこ取り!! | MIZD-127 |           | MOODYZ   | -              | 単体ベスト       |
| 3月13日  | 身動き出来ない私は何度も凌辱されー、早漏メイドに改造された | MIDE-633 |           | MOODYZ   | 宝瀬博教       |                  |
| 4月13日  | アナルまる見えで世話焼きしてくるノーパン制服少女 | MIDE-642 |           | MOODYZ   | ドラゴン西川   |                  |
| 5月13日  | 両親が夫婦旅行で家を空けるというので初めてできた彼女とSEXしまくった | MIDE-650 |           | MOODYZ   | 昇天シロー     |                  |
| 6月13日  | ツンデレな彼女の妹が僕にはまさかのデレデレ!? 至近距離に彼女がいるのに全力挑発してくる小悪魔妹 | MIDE-658 |           | MOODYZ   | 嵐山みちる     |                  |
| 7月13日  | 女子大生サイレント輪姦レ×プ ～助けを呼んで周りにバレるのが怖くて声を押し殺し屈辱ケイレン絶頂～ | MIDE-667 |           | MOODYZ   | 五右衛門       |                  |
| 8月13日  | NTR イメージビデオに出演した芸能志望の彼女とどスケベ制作会社の胸糞ハメまくり映像! | MIDE-673 |           | MOODYZ   | 宝瀬博教       |                  |
| 9月13日  | ミラー越しにノーパン挑発してくる 裏オプ(本番)したがり美少女リフレ | MIDE-681 |           | MOODYZ   | 大崎広浩治     |                  |
| 10月13日 | 手コキを駆使して成績と射精を管理してくるハンドテク家庭教師 | MIDE-691 | 9MIDE-691 | MOODYZ   | 大崎広浩治     |                  |
| 11月13日 | 禁欲エロス大覚醒 ～60日間溜め込んだ性欲が爆発した一日～ | MIDE-702 | 9MIDE-702 | MOODYZ   | 豆沢豆太郎     |                  |
| 12月13日 | 「先生っていつもビンビン超ウケる」 からかい上手の教え子に乳首責められ何度も射精しちゃう僕… | MIDE-711 | 9MIDE-711 | MOODYZ   | WILD・SEVEN    |                  |
| 2020年   | |          |           |          |                |                  |
| 1月13日  | キスしてフェラしてタマからアナルに伝ってまたフェラチオ | MIDE-725 |           | MOODYZ   | 金田一小五郎   |                  |
| 2月13日  | 泊まり合宿で性欲体力MAXな巨漢の先輩部員たちと相部屋にさせられた新人女子マネージャー | MIDE-735 | 9MIDE-735 | MOODYZ   | 赤井彗星       |                  |
| 3月13日  | 転校生の僕をいじめっ子から守ってくれた恩人が犯されているのを見てクズ勃起した。 | MIDE-748 |           | MOODYZ   | -              |                  |
| 4月13日  | 親友の妹に至近距離で囁き誘惑され続けて7日目、親友不在中に僕は理性を失って何度もSEXしまくった… | MIDE-760 |           | MOODYZ   | 豆沢豆太郎     |                  |
| 5月13日  | ツンデレな親友の彼女が川の字逆夜這い | MIDE-773 |           | MOODYZ   | 大崎広浩治     |                  |
| 6月13日  | 生徒の誘惑に負けた僕はみあと放課後ラブホで何度も、何度も、セックスしてしまった… | MIDE-786 |           | MOODYZ   | サッポロ太郎   |                  |
| 7月1日   | 七沢みあ1年分! 大放出! 12時間BEST | MIZD-191 |           | MOODYZ   | -              | 単体ベスト       |
| 7月13日  | 友達の妹が常にノーブラぽろり!! 可愛すぎるビンビン乳首をこねくりたい | MIDE-799 |           | MOODYZ   | 五右衛門       |                  |
| 9月1日   | 「もう射精してるってばぁ!」状態でも密着汗だくで痴女ってくる妹 | MIDE-819 | 9MIDE-819 | MOODYZ   | 宝瀬博教       |                  |
| 9月13日  | 親の再婚でできた同い年のお姉ちゃん 1か月生まれが早いだけで常に上からマウント女子 毎日僕を抜きにくる | MIDE-823 |           | MOODYZ   | -              |                  |
| 10月13日 | 残業中にからかってくる可愛い後輩のグイグイ密着誘惑に理性を失い、ハメまくってしまった新婚のボク。 | MIDE-834 | 9MIDE-834 | MOODYZ   | 三島六三郎     |                  |
| 12月13日 | 無口な図書委員と、セックス漬け。 | MIMK-079 |           | MOODYZ   | 前田文豪       | まんきつレーベル |
| 2021年   | |          |           |          |                |                  |
| 1月13日  | 嫁の連れ娘（みあ）に誘惑ささやき騎乗位でチ○ポバカになるまで痴女られ続けて… | MIDE-870 | 9MIDE-870 | MOODYZ   | 豆沢豆太郎     |                  |
| 2月13日  | 禁欲敏感おま●こ激ピストン 本能のまま潮吹き痙攣絶叫アクメ | MIDE-884 | 9MIDE-884 | MOODYZ   | ザック荒井     |                  |
| 3月13日  | 家、いきなり行ってイイですか? M男クンのお宅へ突撃デリバリーSEX!! 小悪魔200%でイジメちゃうぞ!! | MIDE-897 | 9MIDE-897 | MOODYZ   | 五右衛門       |                  |
| 4月13日  | 大嫌いな同級生の部屋に監禁されオシッコも許されなかった私… | MIDE-909 | 9MIDE-909 | MOODYZ   | 宝瀬博教       |                  |
| 5月1日   | 七沢みあ 12時間BEST | MIZD-230 |           | MOODYZ   | -              | 単体ベスト       |
| 5月13日  | 反抗期の女の子を受け持った家庭教師の僕は100日後、完全に下僕へと調教されてしまった。 | MIDE-923 |           | MOODYZ   | -              |                  |
| 6月13日  | 性欲暴走 憧れのスレンダー女子社員と本能モロ出し二泊三日ひたすら絶頂性交 | MIDE-938 |           | MOODYZ   | ドラゴン西川   |                  |
| 7月13日  | 小悪魔シスコン妹ロリィタちゃんに二人きりで誘惑密着されてじっくりねっちょり着衣のまま犯●れる! | MIDE-949 |           | MOODYZ   | さもあり       |                  |
| 8月13日  | 両親が不在の間、暇なド田舎に預けられた私は近所のお兄さんを誘惑して勝手にまたがり腰を振り続けた… | MIDE-960 | 9MIDE-960 | MOODYZ   | 豆沢豆太郎     |                  |
| 9月21日  | 真面目で内気な部下が淫乱豹変ケダモノ相部屋 イクイク淫語でデカチン挑発喰い逆NTR | MIDE-970 | 9MIDE-970 | MOODYZ   | 宝瀬博教       |                  |
| 10月19日 | 時短営業で暇になったバイト先の後輩が「逆痴漢されたい?」と小悪魔な囁き。もう射精してるのにチ○ポ奴隷にされた僕                                                                                                   | MIDE-983 |           | MOODYZ   | 三島六三郎     |                  |
| 11月16日 | 大嫌いな義父に犯され続けた私… | MIDV-002 | 9MIDV-002 | MOODYZ   | 宝瀬博教       |                  |
| 12月21日 | 舐めじゃくり痴女ナース 全身リップ清拭でチ○ポがバグってドバドバ連射 | MIDV-018 | 9MIDV-018 | MOODYZ   | ドラゴン西川   |                  |
| 2022年   | |          |           |          |                |                  |
| 1月18日  | 「みあちゃんに彼氏が出来たなんて…」 10年分の片思いが爆発する隣人の異常性欲オヤジが媚薬でキメセク監禁 ゴミ部屋で汗だく失禁いいなり同棲させられた3日間                                                           | MIDV-032 | 9MIDV-032 | MOODYZ   | 宝瀬博教       |                  |
| 2月15日  | 強気な女上司と童貞部下が出張先の相部屋ホテルで… ポンコツ部下と一夜を過ごすことになった私は、彼の絶倫チ○ポに負けて朝まで、何度も、イカされ続けて…                                                               | MIDV-049 | 9MIDV-049 | MOODYZ   | サッポロ太郎   |                  |
| 3月15日  | 風俗通いを知ってやきもちを焼いた幼なじみに10回転分のフェラでヌカれまくったボク… | MIDV-069 | 9MIDV-069 | MOODYZ   | 赤井彗星       |                  |
| 4月19日  | ねぇ、今日これから… キミの乳首めちゃくちゃに犯しにイクね 甘サド小悪魔チクビッ痴が突然目の前に現れて敏感乳首のM男くんをチクシャッ! & 追撃男潮! どこでも構わずニヤニヤいじり倒す超ゲリラ的こっそり逆乳首レイパー | MIDV-087 |           | MOODYZ   | さもあり       |                  |
| 5月17日  | ソープ部を新たにつくった生徒会長みあちゃんがエッチな衣装で大奮闘! 発射無制限サービス 七沢みあ | MIDV-109 |           | MOODYZ   | キョウセイ     |                  |
| 6月7日   | エロカワ進化し続ける1年分! 七沢みあ12時間BEST Vol.4 超厳選25本番大収録! | MIZD-281 |           | MOODYZ   | -              | 単体ベスト       |
| 6月21日  | 成人式同窓会NTR ～元彼との再会、音信不通の一夜～ 七沢みあ | MIDV-130 | 9MIDV-130 | MOODYZ   | キョウセイ     |                  |
| 7月19日  | 設定台本一切ナシ体液びっちょびちょ涎だらだら貪り合い濃密性交 七沢みあ | MIDV-152 | 9MIDV-152 | MOODYZ   | ドラゴン西川   |                  |
| 8月16日  | イチャラブから始まり極濃に愛し合う巣ごもり温泉デート 七沢みあ | MIDV-174 | 9MIDV-174 | MOODYZ   | 宝瀬博教       |                  |
| 9月20日  | 魔性のベロキスで濃・密・溺・愛 唾液ねっちょり絡み合いヨダレ飲ませ接吻交尾 七沢みあ | MIDV-195 | 9MIDV-195 | MOODYZ   | キョウセイ     |                  |
| 10月18日 | えっ! こんなところでヤルと声出ちゃう…! デート中に誰にもバレないように焦らして… 焦らして… 強●射精してくる小悪魔密着囁きお姉さん。七沢みあ                                                                       | MIDV-217 | 9MIDV-217 | MOODYZ   | 嵐山みちる     |                  |
| 2023年   | |          |           |          |                |                  |
| 2月21日  | 祝! AVデビュー5周年記念作品 素人ファン感謝祭!! デビューから成長した凄テクで日本全国から集合した七沢ファンを 朝から晩まで抜きまくる4K高画質機材収録スペシャル!!                                                 | MIDV-255 | 9MIDV-255 | MOODYZ   | ドラゴン西川   |                  |
| 3月21日  | 大切な彼女がクラスのDQN達に媚薬を使って犯されキメセク堕ちしているのを見てクズ勃起 | MIDV-236 | 9MIDV-236 | MOODYZ   | 昇天シロー     |                  |
| 4月18日  | 有名ヤリマンギャルに成長した幼馴染と地元で遭遇して3日3晩で12発もぶっこ抜かれた思い出 | MIDV-274 | 9MIDV-274 | MOODYZ   | ドラゴン西川   |                  |
| 5月16日  | 妻が一人旅で不在中、義妹のみあとホテルでお泊り不倫デート 24時間ずっと痴女られ続けた僕 | MIDV-357 | 9MIDV-357 | MOODYZ   | サッポロ太郎   |                  |
| 7月18日  | 「金玉カラっぽまでイカせてアゲるん」 脳がトロける淫語ささやき! アナタの視線をロックオンして鬼ジコり 悪魔のオナサポ! 【五感を刺激するASMR主観】                                                                 | MIDV-386 | 9MIDV-386 | MOODYZ   | 五右衛門       |                  |
| 8月15日  | 歓迎会で終電を逃した僕に「先輩うちに泊まっていきます?」と肉食系の新卒女子が小悪魔な甘い囁き。誘惑に負けて何度もSEXした                                                                                         | MIDV-443 | 9MIDV-443 | MOODYZ   | らくだ         |                  |
| 8月29日  | 七沢みあ10タイトル! 大放出! 12時間 BEST | MIZD-341 |           | MOODYZ   |                | 単体ベスト       |
| 9月19日  | 人気女優の超プライベート映像! 2人っきり! すっぴんまで披露! ガチイキ生々ハメ撮り濃密セックス | MIDV-471 | 9MIDV-471 | MOODYZ   | 赤井彗星       |                  |
| 10月17日 | 君が好き。 都会に染まって綺麗になった彼女の親友と田舎で再会し何度も何度もSEXに溺れてしまった。 | MIDV-416 | 9MIDV-416 | MOODYZ   | 朝霧浄         |                  |
| 11月21日 | 「フェラだけなら浮気にならないでしょ?」 既婚者教師を誘惑フェラチオで20発ベロベロ舐め堕としNTR | MIDV-531 | 9MIDV-531 | MOODYZ   | 前田文豪       |                  |
| 12月19日 | メスガキ妹を3日間…俺(兄)専用メイドにして理解らせる。 | MIDV-562 | 9MIDV-562 | MOODYZ   | 宝瀬博教       |                  |
| 2024年   | |          |           |          |                |                  |
| 1月16日  | 【おはよう顔面騎乗】【おやすみカニばさみ】おま●こ舐めさせ小悪魔痴女みあちゃんと貪欲クンニ生活10日間 | MIDV-593 | 9MIDV-593 | MOODYZ   | ドラゴン西川   |                  |
| 2月20日  | 「ねぇ、誰とラインしてたの」嫉妬深い彼女みあのジェラシーLOVE淫語で精子ぶっこ抜かれ続けるド痴女られ同棲生活 | MIDV-624 | 9MIDV-624 | MOODYZ   | サッポロ太郎   |                  |
| 3月19日  | 「マ〇コ見せたら許してやるよ」 怯える万引き少女を脅してネチネチ性器イジくる変質コンビニ店長が分からせ粘着レ×プ あの日から性処理バイト便女となった私…                                                           | MIDV-654 | 9MIDV-654 | MOODYZ   | 宝瀬博教       |                  |
| 4月16日  | 「社長、会食の後は23時にラブホです」 起業したばかりの僕を優しくサドってくる小悪魔社長秘書の逆ハメ管理 | MIDV-683 | 9MIDV-683 | MOODYZ   |                |                  |
| 4月30日  | 小悪魔みあたんがぺろぺろ舐めシャブり! 七沢みあペロちゅぱフェラチオBEST | MIZD-380 |           | MOODYZ   |                | ベスト版         |
| 5月21日  | 彼女デキた途端に3秒だけ挿入OK! ボクをヤキモチ誘惑してくる幼馴染とのショートタイムSEXが相性良すぎて何度も何度も射精させられてしまった…                                                                          | MIDV-787 | 9MIDV-787 | MOODYZ   | 五右衛門       |                  |
| 6月18日  | あのエロ動画の声が愛するみあだったなんて… ボクカノがマイクロビキニ撮影と称した無許可撮影で オタク男のデカチン絶倫ピストンにイキ狂い寝取られ鬱勃起 違法エロ動画NTR                                              | MIDV-752 | 9MIDV-752 | MOODYZ   | 肉尊           |                  |
| 7月16日  | ビキニ姿で密着イチャギメ! クチうつし媚薬メンズエステ | MIDV-788 | 9MIDV-788 | MOODYZ   | 赤井彗星       |                  |
| 8月20日  | 会社の喪女後輩が飲み会で理性崩壊。酔うとキス魔になって終電過ぎても熱烈ベロキス求愛SEXで精子ぶっこ抜かれる爆抜きドロ酔いハシゴ酒                                                                                | MIDV-819 |           | MOODYZ   | ZAMPA          |                  |
| 9月17日  | 「みあのこと大好きなら… 唾液マン汁おしっこ潮ぜ～んぶ飲んでぇ!」 ダラダラ興奮汁びちょびちょビッ痴にメロメロ溺れイキ                                                                                             | MIDV-887 | 9MIDV-887 | MOODYZ   | 宝瀬博教       |                  |
| 10月15日 | 町で名医と評判な女医の完全主観ド痴女診察 ナースにできないオシゴト | MIDV-922 | 9MIDV-922 | MOODYZ   |                |                  |
| 11月19日 | 一度射精しても見つめて囁きヌイてくれる回春エステ | MIDV-938 | 9MIDV-938 | MOODYZ   | 赤井彗星       |                  |
| 12月17日 | 祝・7周年記念 強気でツンツンしてるみあに怒られる日常としゅきしゅき連呼で痙攣イキまくるみあとの営み 結婚間近!?の辛甘な同棲生活。                                                                                | MIDV-962 | 9MIDV-962 | MOODYZ   | ドラゴン西川   |                  |
| 2025年   | |          |           |          |                |                  |
| 1月7日   | ぜぇーんぶ七沢みあ 6thBEST 1年分大放出!! | MIZD-426 |           | MOODYZ   |                | 単体ベスト       |
| 1月21日  | 上司が旅行中、クッソ生意気なメスガキの子守り… 絶対的主従関係の中で何度も何度も無念射精させられるボク(部下。否、下僕)                                                                                           | MIDA-006 | 9MIDA-006 | MOODYZ   | ピエロ田       |                  |
| 2月18日  | お兄ちゃん、みあのおま〇こくぱぁ見て 無垢なフリしてぷにマン見せつけ義妹の囁きドアップヴァギナ誘惑が超ヤバい！                                                                                                  | MIDA046  | 9MIDA-046 | MOODYZ   | 宝瀬博教       |                  |
| 3月18日  | 引きこもりヤンデレ地雷生徒を野外に連れ出したらラブホテルに連れ込まれチ〇ポが狂うまで痴女られて人生破滅した僕                                                                                                   | MIDA-085 | 9MIDA-085 | MOODYZ   | ドラゴン西川   |                  |
| 4月15日  | 極限スレンダーボディが暴れイク超快感ポルチオGスポット開発潮吹きアクメ | MIDA-122 | 9MIDA-122 | MOODYZ   | キャプテン江原 |                  |
| 5月20日  | 「みあの恥ずかしい音いっぱい聞かせてアゲるん」ASMR廃人のお兄ちゃんをベチョレロ唾液チ〇ポ咀嚼ヌチュグチュ粘着マン汁音で溺れさせてヤル！                                                                         | MIDA-159 | 9MIDA-159 | MOODYZ   | 五右衛門       |                  |
| 7月15日  | ※台本一切無し！一ヶ月禁欲した七沢みあを焦らして寸止めを繰り返し極限まで感度を高めた後のケダモノ大乱交 | MIDA-198 | 9MIDA-198 | MOODYZ   | キョウセイ     |                  |
| 8月19日  | 「キスして欲しい…」バイト先の後輩がまさかのベロキス魔…我慢なんて出来なかった僕はカノジョの事を忘れてヤリまくった週末。                                                                                         | MIDA-239 | 9MIDA-239 | MOODYZ   | サッポロ太郎   |                  |
| 9月16日  | 退屈すぎるド田舎の夏にムラムラを抑えきれない汗だく密着囁き痴女メイド | MIDA-324 | 9MIDA-324 | MOODYZ   | きとるね川口   |                  |

### アダルトVR
| 発売日  | タイトル | 品番     | メーカー | 監督         | 備考   |
| 2018年  | 2018年 | 2018年   | 2018年   | 2018年       | 2018年 |
| ------- | --- | -------- | -------- | ------------ | ------ |
| 8月1日  | 【あなたのオナニー見せて!】七沢みあの制服パンチラ誘惑VR【精子いっぱい出してくれたらSEXしよっ!】 | MDVR-023 | MOODYZ   | -            |        |
| 2019年  | |          |          |              |        |
| 1月25日 | MOODYZ VR × 高画質3D こっそり小悪魔淫語でアナタのチ○ポを寸止め焦らしエステサロン チ○ポと脳みそがとろける程のささやきVOICEで200%勃起してるのになかなかイカせてくれないみあの超密着快感エステ体験VR!! | MDVR-034 | MOODYZ   | -            |        |
| 2022年  | |          |          |              |        |
| 1月5日  | 七沢みあ3年振りのVR登場! 24時間365日、みあはアナタだけの恋人! 天井特化・地面特化・正常位・騎乗位・対面座位・バック収録の2SEX! 密着囁き・顔面舐め回し・ヨダレ攻撃など魅力満載120分!                  | MDVR-192 | MOODYZ   | ドラゴン西川 |        |

### イメージDVD / BD
| 発売日   | タイトル                                                                   | 規格品番 | 規格品番  | メーカー             | 備考   |
| 発売日   | タイトル                                                                   | DVD      | BD        | メーカー             | 備考   |
| 2017年   | 2017年                                                                     | 2017年   | 2017年    | 2017年               | 2017年 |
| -------- | -------------------------------------------------------------------------- | -------- | --------- | -------------------- | ------ |
| 12月21日 | Mia 虹色ダイアリー                                                         | REBD-285 | REBDB-271 | REbecca              |        |
| 2018年   |                                                                            |          |           |                      |        |
| 4月25日  | ALL NUDE 七沢みあ                                                          | OAE-144  |           | Aircontrol           |        |
| 7月13日  | Aphrodite 七沢みあ                                                         | AP-029   | AP-029B   | ファインピクチャーズ |        |
| 10月26日 | ヘアーヌード ～無●正・妹系女子大生・美少女・ロ●ータセクシー女優～ 七沢みあ | BTHA-033 | BTHA-033B | スパークビジョン     |        |
| 2019年   |                                                                            |          |           |                      |        |
| 12月25日 | 裸神 七沢みあ                                                              | OAE-197  |           | Aircontrol           |        |
| 2021年   |                                                                            |          |           |                      |        |
| 7月2日   | Clarity 七沢みあ                                                           | SS-028   | SS-028B   | ファインピクチャーズ |        |
| 10月21日 | Mia2 虹色メモリアル                                                        | REBD-597 | REBDB-583 | REbecca              |        |
| 2022年   |                                                                            |          |           |                      |        |
| 10月25日 | 思春期リミット 七沢みあ                                                    | OAE-225  | 9OAE-225  | Aircontrol           |        |
| 2024年   |                                                                            |          |           |                      |        |
| 5月14日  | QUEENDOM 七沢みあ                                                          | FWAY-018 | 9FWAY-018 | FAIR＆WAY            |        |

### 写真集

#### 書籍版
- ななさわぎ（2019年11月29日、ジーオーティー、撮影：鈴木ゴータ）ISBN 978-4-8148-0229-6
- 七沢みあ『追憶』（2022年11月18日、ジーオーティー、撮影：FUKITSUKA HIROKI）ISBN 978-4-8236-0382-2
- evergreen（2023年11月29日、徳間書店、撮影：植野恵三郎）ISBN 978-4-19-865712-3
- 七沢みあ写真集 Myth（2024年11月13日、徳間書店、撮影：上野勇）ISBN 978-4-19-865917-2[48]

#### 電子書籍版
- Count sheep【Nap】【Sleep】七沢みあ（2020年6月12日、ジーオーティー、撮影：羊肉るとん）[49][50]
- #NEWLOOK【girl meets street】七沢みあ（2020年6月15日、ジーオーティー、撮影：永峰拓也）[51]
- みあに夢中 〜水着〜（2021年9月3日、FANZA BEAUTY COLLECTION、撮影：山岸伸）[52]
- みあに夢中 〜ルームウェア〜（2021年9月3日、FANZA BEAUTY COLLECTION、撮影：山岸伸）[52]
- みあに夢中 〜浴衣〜（2021年9月3日、FANZA BEAUTY COLLECTION、撮影：山岸伸）[52]
- とられち 七沢みあ（2022年4月6日、TranceRetinal、撮影：コハラタケル）
- ＃Escape 七沢みあ（2022年6月24日、ジーオーティー、撮影：manimanium）[53]
- DokkiriQueen 七沢みあ（2022年11月5日、シーガル）
- DokkiriQueen 七沢みあ B（2023年8月17日、シーガル）

## その他製品

### トレーディングカード
- CJ SEXY CARD SERIES VOL.88 七沢みあ OFFICIAL CARD COLLECTION ～みあAmore～（2022年6月25日、ジュートク）

### カレンダー
- 七沢みあ 2022年カレンダー（2021年10月16日、SUNCARAT）
- 卓上 七沢みあ 2022年カレンダー（2021年10月16日、SUNCARAT）
- 七沢みあ 2023年カレンダー（2022年10月8日、SUNCARAT）
- 卓上 七沢みあ 2023年カレンダー（2022年10月8日、SUNCARAT）
- 七沢みあ 2024年カレンダー（2023年10月7日、SUNCARAT）
- 卓上 七沢みあ 2024年カレンダー（2023年10月7日、SUNCARAT）
- 七沢みあ 2025年カレンダー（2024年10月12日、SUNCARAT）
- 卓上 七沢みあ 2025年カレンダー（2024年10月12日、SUNCARAT）

### アパレル関連
- 【七沢みあ】Mia Nanasawa Tee by MNKM Mサイズ / Lサイズ（2022年10月7日、fempass BeV）
- 【七沢みあ】Mia Nanasawa Long sleeve by MNKM Mサイズ / Lサイズ（2022年10月7日、fempass BeV）

### その他
- 七沢みあ オリジナル等身大抱き枕カバー（2021年6月18日、FANZAコラボ）※FANZA × MOODYZ × 七沢みあコラボ商品。

### アダルトグッズ
オナホール
- JAPANESE REAL HOLE 淫 2nd 七沢みあ（2020年10月24日、EXE）
- こんな可愛いコスプレ好きの彼女の妹とやってみたい! 七沢みあ（2023年4月20日、日暮里ギフト）
- 猫耳フェラにゃん 七沢みあ（2023年4月20日、日暮里ギフト）
- JAPANESEREALHOLE 激 七沢みあ（2024年12月24日、HATOPLA）

ローション
- こんな可愛いコスプレ好きの彼女の妹の愛液ローション 七沢みあ（2023年4月20日、日暮里ギフト）
- みあのよだれローション（2023年4月20日、日暮里ギフト）

## 出演

### 雑誌
- FRIDAY（2017年10月13日、講談社）[54][55]
- ズバ王（2017年11月10日[56]、ジーオーティー） - 表紙・グラビア[57]
- 週刊大衆（2017年11月20日[58]、双葉社）
- 週刊実話（2017年11月30日[59]、日本ジャーナル出版）

### テレビ
- ランク王国（2017年12月10日、TBS）[60][61]
- ビ〜チ9（2018年6月2日 - 30日、テレビ埼玉）[62][63] - マンスリーゲスト
- 架乃ゆらのLOVE昭和（2020年5月2日、エンタ!959）
- ギリギリライブ イマドキ女子のリアル生態調査（2021年10月26日、北海道文化放送）
- 月ともぐら（2023年11月17日 - 12月15日・2024年6月7日 - 6月14日・7月5日 - 7月12日・2025年5月23日 - 7月18日、テレビ東京）
- オールナイトフジコ（2024年4月20日、フジテレビ）

### ラジオ
- ねむチキ（2022年5月1日・8日・2024年3月3日・10日、TBSラジオ）

### WEB

#### ウェブテレビ
- ピーチゃんねる #80（2018年2月24日、Abema SPECIALチャンネル）[64][65]
- 極楽とんぼKAKERUTV #57（2018年8月9日、AbemaTV）[66][67]
- バラエティ開拓バラエティ日村がゆく #93（2019年4月10日[68]、AbemaTV）
- カチコチTV #0・#3・#4（2020年12月18日・2021年1月1日・8日、FANZA） - ゲストMC[69][70]

#### WEB写真展
- #NEWLOOK【girl meets street】 #2 七沢みあ（2019年4月25日、カイユウ）[31][71]
- 週刊プレグラジャパ 連載企画「ぼくチラ。」 #039（2020年3月2日、ぼくチラ。）[72][73]
  - アフタートーク動画『チラのみ。』（2020年3月2日・5日、YouTube）[74][75]

### ゲーム
- 新宿スカウトバトル（2019年12月2日、DMM GAMES） - カポエイラ使いの美少女・七沢みあ 役[76]
- 社長と美女たちの二重奏（2024年3月6日[77]、CREAM SOFT）- クリティーン 役[78]

### CM
- 適正AV PR動画（AVAN）
  - みあ先生と特別授業篇（2022年3月31日）
  - 七沢みあちゃんに直撃篇（2022年4月7日）
  - みあ警官のパトロール編（2022年4月14日）
- 成り上がり～華と武の戦国（2023年4月‐5月、YooZoo Games）成田せん役[79]

### ミュージックビデオ
- 「楽しめる時間」ナナイロ（2021年6月11日）[80]

### パチンコ
- Pジューシーハニー極嬢MA（2025年1月、サンセイアールアンドディ）[81]